# Transportes Urbanos de Cartagena
Transportes Urbanos de Cartagena, S.A. (TUCARSA) es la empresa operadora de las líneas de autobús urbano de Cartagena (España) así como de varias líneas regulares interurbanas de la Región de Murcia. TUCARSA es una sociedad pública de capital mixto, cuyas acciones se reparten ALSA y el Ayuntamiento de Cartagena, aunque la operativa es gestionada y administrada por la mercantil ALSA.

## Operación
TUCARSA opera las líneas urbanas de Cartagena, así como diversas líneas interurbanas a través de tres concesiones de las que es titular:
- RMU-004: Metropolitana de Cartagena - Mar Menor (Movibus)
- MUR-005: Puerto Lumbreras - Cartagena

La concesión RMU-004 se enmarca dentro del sistema de líneas interurbanas Movibus, creado por la Consejería de Fomento e Infraestructuras el 3 de diciembre de 2021, como parte de la renovación de la red de líneas regionales. Hasta esa fecha, era también titular de las concesiones MUR-014, MUR-036 y MUR-028, que se extinguieron con motivo de la reordenación de líneas. Se encuentra pendiente de renovación la concesión MUR-005. Hasta el 2 de diciembre de 2023, también gestionaba la concesión RMU-001.
Todas las líneas se operan bajo la marca Alsa, quedando TUCARSA únicamente como nombre legal.

## Tarifas
El sistema tarifario de las líneas urbanas está regulado según la Orden de 1 de marzo de 2013, por la que se autorizan nuevas tarifas del servicio de autobuses urbanos en Cartagena (BORM, 13 de marzo de 2013).
| Billete                                           | Precio  | Descripción                                                                  |
| ------------------------------------------------- | ------- | ---------------------------------------------------------------------------- |
| Ordinario urbano                                  | 1,20 €  | Un viaje en cualquier línea urbana.                                          |
| Bonobús urbano                                    | 0,75 €  | Tarjeta monedero.                                                            |
| Bonobús desemplado urbano                         | 0,55 €  | Tarjeta monedero.                                                            |
| Bonobús jubilado urbano                           | 0,55 €  | Tarjeta monedero.                                                            |
| Bonobús jubilado especial urbano (pensión mínima) | 0,25 €  | Tarjeta monedero.                                                            |
| Bonobús familia numerosa especial urbano          | 0,25 €  | Tarjeta monedero.                                                            |
| Unibono (Comunidad universitaria)                 | 20€/mes | Tarjeta sin límite de viajes. Solo válido dentro del municipio de Cartagena. |

Los transbordos son gratuitos para todos los títulos siempre y cuando se cumplan las siguientes condiciones:
- Que no haya pasado 1 hora desde el primer viaje.
- En una línea diferente.
- Que el trayecto siga el sentido de la marcha respecto al primer viaje.

Las tarifas correspondientes a las líneas interurbanas se calculan en el momento de la compra del billete, dependiendo del itinerario realizado desde la parada origen hasta la parada destino. El cálculo se realiza por tramos intermedios. No existen bonos, si bien algunas localidades como La Manga, Cabo de Palos y San Javier disponen de descuentos para personas empadronadas que cumplan ciertos requisitos.

## Líneas

### Urbanas
Para ver la página de cada línea, haga clic en su identificador.
| Línea                                                | Recorrido                                                      |
| ---------------------------------------------------- | -------------------------------------------------------------- |
| 1                                                    | San Félix / Casas de Clares - Plaza de las Puertas de San José |
| 2                                                    | Barriada Virgen de la Caridad - Barrio Peral                   |
| 3                                                    | Cartagena (Capitanes Ripoll) - Canteras                        |
| 4                                                    | Espacio Mediterráneo - Canteras / Galifa                       |
| 5                                                    | Lo Campano - Los Gabatos / La Vaguada                          |
| 6                                                    | Plaza de Alicante - Residencial Buenos Aires                   |
| 7                                                    | Cartagena - Polígono de Santa Ana                              |
| 8                                                    | Icue Bus I                                                     |
| 9                                                    | Icue Bus II                                                    |
| 12                                                   | Bus Playa                                                      |
| 14                                                   | Cartagena (Capitanes Ripoll) - Albujón                         |
| 18                                                   | Cartagena (Paseo de Alfonso XIII) - Hospital Santa Lucía       |
| 24                                                   | Cartagena (Paseo de Alfonso XIII) - Pozo Estrecho              |
| 25                                                   | Zona Oeste                                                     |
| Líneas urbanas que salen fuera del término municipal |                                                                |
| 21                                                   | Cartagena - Los Urrutias - Playa Honda                         |
| 22                                                   | La Manga del Mar Menor - Los Urrutias                          |

### Interurbanas

#### Concesión RMU-004
En esta concesión se permiten tráficos urbanos en las líneas interurbanas, con el fin de facilitar los desplazamientos, al tratarse de la misma empresa que gestiona el transporte urbano de Cartagena.
| Línea | Recorrido                                                                                           | Enlace  |
| ----- | --------------------------------------------------------------------------------------------------- | ------- |
| 41A   | Cartagena - Fuente Álamo de Murcia - La Pinilla                                                     | Esquema |
| 41B   | Cartagena - Fuente Álamo de Murcia                                                                  | Esquema |
| 41C   | Cartagena - Fuente Álamo de Murcia - Los Canovas                                                    | Esquema |
| 42A   | Cartagena - La Unión                                                                                | Esquema |
| 42B   | Portman - La Unión                                                                                  | Esquema |
| 42C   | Cartagena - Roche - La Unión                                                                        | Esquema |
| 43    | Cartagena - Cabo de Palos - La Manga del Mar Menor                                                  | Esquema |
| 44    | Cabo de Palos - Veneziola (Bus Manga)                                                               | Esquema |
| 45    | Cartagena - Torre Pacheco - Roldán - Balsicas                                                       | Esquema |
| 46    | San Pedro del Pinatar - San Javier - Los Alcázares - Cabo de Palos                                  | Esquema |
| 47    | Cartagena - Los Alcázares - San Javier - Santiago de la Ribera - San Pedro del Pinatar              | Esquema |
| 48A   | San Pedro del Pinatar - Santiago de la Ribera - San Javier - Hospital Los Arcos                     | Esquema |
| 48B   | San Pedro del Pinatar - El Mirador - San Javier                                                     | Esquema |
| 49    | San Pedro del Pinatar - Santiago de la Ribera - San Javier - Hospital Los Arcos - Balsicas - Roldán | Esquema |
| 410   | San Pedro del Pinatar - Pilar de la Horadada - Torre de la Horadada - Mil Palmeras - Campoamor      | Esquema |
| 411   | Cartagena - Torre Pacheco - Dolores de Pacheco - San Javier - San Pedro del Pinatar                 | Esquema |

#### Concesión MUR-005
| Línea | Recorrido | Recorrido                                       | Recorrido | Enlace  |
| ----- | --------- | ----------------------------------------------- | --------- | ------- |
| 30    | Cartagena | Cuesta Blanca y Tallante La Azohía e Isla Plana | Mazarrón  | Esquema |
| 41    | Cartagena | Fuente Álamo de Murcia                          | Lorca     |         |

### Líneas fuera de servicio
| Línea  | Recorrido                              | Motivo supresión                              |
| ------ | -------------------------------------- | --------------------------------------------- |
| 10     | Cartagena - La Unión                   | Integrada en línea 42A de Movibus             |
| 11     | Cartagena (Plaza de España) - Alumbres | Integrada en línea 10                         |
| 11     | La Unión - Portman                     | Integrada en línea 42B de Movibus             |
| 13     | La Unión - Portmán                     | Nueva numeración: 11                          |
| 15     | Bus Manga                              | Integrada en línea 44 de Movibus              |
| 16     | Cartagena - Roche - La Unión           | Integrada en línea 42C de Movibus             |
| 20     | Cartagena - La Manga                   | Integrada en línea 43 de Movibus              |
| 22     | Cartagena - La Manga                   | Nueva numeración: 20                          |
| 23     | La Manga - Santiago de la Ribera       | Integrada parcialmente en línea 46 de Movibus |
| 31     | Cartagena - Lorca                      | Nueva numeración: 41                          |
| M17 I  | Circular Rambla-Cartagonova            | Fin de prueba piloto parking disuasorio       |
| M17 II | Circular Severo Ochoa                  | Fin de prueba piloto parking disuasorio       |

## Flota de autobuses
La Junta de Gobierno Local del Ayuntamiento de Cartagena aprobó el 12/11/2007 la firma de un convenio de colaboración con la Agencia de Gestión de la Energía de la Región de Murcia (ARGEM), para la utilización de biodiésel en el transporte público, que evitará que se emitan unas 14 toneladas de dióxido de carbono al año. Esta propuesta, que se enmarca en el proyecto europeo Bio-NETT, y comenzaría a funcionar en el mes de marzo de 2008.
A continuación se muestran algunos de los modelos usados actualmente en las diferentes concesiones. Todos ellos son accesibles para personas con movilidad reducida, salvo contados vehículos.
| Modelo               | Carrocería       | Tamaño | Combustible | Piso | Año de Incorporación |
| -------------------- | ---------------- | ------ | ----------- | ---- | -------------------- |
| Mercedes-Benz Citaro | 2.ª Generación   | 12 m   | Biodiésel   | Bajo | 2007 - 2013          |
| Mercedes-Benz Citaro | 2.ª Generación   | 10,5 m | Biodiésel   | Bajo | 2008 - 2013          |
| Mercedes-Benz 515CDI | Sprinter City 65 | m      | Biodiésel   | Bajo | 2008 - 2013          |
| Mercedes-Benz 616CDI | Sprinter City 65 | m      | Biodiésel   | Bajo | 2005                 |
| Mercedes-Benz O-350  | Tourismo II      | 12 m   | Biodiésel   | Alto | 2008                 |
| Mercedes-Benz O-550  | Integro II       | 12 m   | Biodiésel   | Alto | 2008                 |
| Setra S-419UL        |                  |        | Biodiésel   | Alto |                      |
| Volvo 7900           |                  | 12 m   | Híbrido     | Bajo | 2015                 |
| Volvo B8RLE          | Sunsundegui SB3  | 12 m   | Biodiésel   | Bajo | 2015                 |
| Volvo B8RLE          | Sunsundegui SB3  | 15 m   | Biodiésel   | Bajo | 2017                 |
| Mercedes-Benz Citaro | C2               | 12 m   | Híbrido     | Bajo | 2018 - 2025          |
| King Long PEV12      |                  | 12 m   | Eléctrico   | Bajo | 2025                 |